# أليكس أدير
أليكس أدير (بالإنجليزية: Alex Adair)‏ هو دي جيه بريطاني، ولد في القرن العشرين في West Chiltington ‏ في المملكة المتحدة.

## وصلات خارجية
- أليكس أدير على موقع ميوزك برينز (الإنجليزية)
- أليكس أدير على موقع ديسكوغز (الإنجليزية)